# تمويل دولي
التمويل الدولي  (بالإنجليزية: International finance)‏ يدرس تدفقات رؤوس الأموال بين الدول.
يعتبر التمويل الدولي فرعا أساسيا في الاقتصاد الدولي.

## تعريف
التمويل الدولي هو فرع من فروع علم الاقتصاد الذي يدرس دينامكيات أسعار الصرف والاستثمار الأجنبي وتأثيراتها على التجارة الدولية. ويدرس أيضا المشاريع الدولية والاستثمارات الدولية وتدفقات رؤوس الأموال والعجز التجاري. ويشمل أيضا دراسة العقود الآجلة والخيارات والمقايضات المالية.

وتكفي لمعرفة أهمية التمويل الدولي أن نتذكر الاضطرابات التي اتسم بها الاقتصاد العالمي في السنوات الأخيرة : الأزمة الآسيوية والأزمة المالية التي نشأت عن أزمة الرهن العقاري، وأيضا المشكلات التي نشأت أثناء وبعد إنشاء اليورو.

## نظريات مهمة في مجال التمويل الدولي
- نموذج مونديل - فليمينغ.
- نظرية منطقة العملة المثلى.
- نظرية تعادل القوة الشرائية.

لما كانت نظرية التجارة الدولية تستخدام أساليب ونظريات الاقتصاد الجزئي في الغالب، غالبا ما يستخدم التمويل الدولي أساليب ومفاهيم الاقتصاد الكلي.

## اقرأ أيضا
- اقتصاد دولي
- عولمة
- التكامل أو الاندماج الاقتصادي
- التمويل